# Покорителям космоса (Караганда)

Памятник «Покорителям космоса» в Караганде

«Покорителям космоса» — памятник покорителям космоса, включающий в себя скульптуру космонавта, похожего на Юрия Гагарина, установлен в Караганде на площади Гагарина в сквере Шалкыма. Открыт 23 декабря 2011 года.

## Церемония закладки
12 апреля 2011 года, в год 50-летия первого полёта в космос Юрия Гагарина и 20-летия независимости Казахстана, на площади Гагарина в Караганде на месте строительства скульптурной композиции, посвященной 50-летию космонавтики, был заложен символический камень. Мраморный символический камень имел вид пятиконечной звезды. Работы по монтажу композиции были завершены в конце года. Кроме того, была благоустроена сама площадь Гагарина в Караганде. На церемонии присутствовали посол Российской Федерации в Республике Казахстан Михаил Бочарников, первый вице-президент Национальной компании «Қазақстан Ғарыш Сапары» Марат Нургужин и казахстанский космонавт-испытатель Айдын Аимбетов.

## Церемония открытия
В церемонии открытия 23 декабря 2011 года приняли участие следующие лица:
- аким Карагандинской области Серик Ахметов;
- председатель Национального космического агентства Республики Казахстан, казахстанский космонавт Талгат Мусабаев;
- советник посольства Российской Федерации в Республике Казахстан Александр Травин;
- американский астронавт Майкл Бейкер.

Присутствующие высказали своё мнение:

В юбилейный год 20-летия Независимости нашей страны мы открываем этот замечательный мемориал, посвященный 50-летию первого полета человека в космос. Он олицетворяет собой достижения в освоении космического пространства. Этот мемориал — дань уважения мужеству и подвигу всех поколений и стран, совершивших величайший прорыв человечества. Кроме того, этот мемориал — напоминание об участии нашей страны в освоении космоса. Также, я думаю, он будет символом устремленности нашей страны в будущее.
— Серик Ахметов

Впервые в Казахстане установлен мемориал покорителям космоса. Мне очень приятно, что сегодня на карагандинской земле открывается такой памятник. С ним может сравниться только памятник Ю. Гагарину в Москве.
— Талгат Мусабаев

Монумент в Караганде олицетворяет собой гордость за совместное освоение космического пространства.
— Майкл Бейкер

## Описание мемориала
Авторами мемориала являются:
- карагандинский архитектор Мурат Байсбай, известный как автор монумента независимости Казахстана;
- скульптор из Астаны Аскар Нартов, также автор памятника поэту Абаю Кунанбаеву и многих других монументов и скульптурных композиций в Казахстане.

Памятник был построен на деньги спонсоров. На него потратили 80 миллионов тенге. Местные власти истратили 25 миллионов тенге на благоустройство площади Гагарина.
Мемориал установлен в Караганде на площади Гагарина в сквере Шалкыма. Он был изготовлен по проекту скульптора Мурата Байсбая в 2009 году.
Общее описание памятника дал автор проекта:

Общая высота скульптурной композиции составляет около 40 метров. При сооружении монумента использованы металл: алюминий, нержавеющая сталь, нитротитан и камень: гранит и габра. Фигура космонавта — это собирательный образ, представляющий человека, который добился высоких результатов. В целом композиция отражает тему науки, техники, прогресса, достижений всего человечества. Расположенная на самом верху звезда олицетворяет высокую цель, которую человечество ставит перед собой
— Мурат Байсбай
Эту скульптурную композицию хорошо видно издалека. Она состоит из двух частей:
- 4-метровой фигуры космонавта со шлемом в руке;
- 36-метрового шпиля.

Лицо космонавта в скафандре своим профилем напоминает Юрия Гагарина. Позади космонавта дуги, символизирующие планетные орбиты. Рядом шпиль со звездой. Автор проекта и скульптор «поиграли с солнцем» —— фигура космонавта отлита не из бронзы, а из алюминия, и при попадании на скульптуру солнечных лучей космонавт сверкает.
Автор скульптуры космонавта пояснил:

Мы решили использовать этот материал, потому что он хорошо освещает фигуру. Здесь место такое, что солнце постоянно обходит памятник сзади. Если бы мы отлили его из бронзы, то получилось бы темное пятно на фоне остальных конструкций. А так он получился намного лучше и легче.
— Аскар Нартов